# Middle Fork Chandalar

La rivière Middle Fork Chandalar est un cours d'eau d'Alaska, aux États-Unis située dans la  région de recensement de Yukon-Koyukuk. C'est un affluent de la rivière Chandalar, elle-même affluent du  fleuve Yukon.

## Description
Longue de 102 milles (164 km), elle coule en direction du sud-ouest pour rejoindre la North Fork Chandalar avec laquelle elle forme la rivière Chandalar à 23 milles (37 km) au sud-ouest de la chaîne Brooks.
Son nom, donné par les prospecteurs, a été officialisé en 1899 par Shrader de l'United States Geological Survey.

## Sources
- (en) « Middle Fork Chandalar », Geographic Names Information System